# Yannick Michiels
Yannick Michiels (Bonheiden, 29 juli 1991) is een Belgisch oriëntatieloper.

## Levensloop
Michiels werd in 2015 vijfde op de wereldkampioenschappen in het Schotse Forres. In 2017 behaalde hij zilver op de discipline 'sprint' op de Wereldspelen in het Poolse Wrocław. Op de middellange afstand werd hij er 22e.
In 2018 werd hij vierde op het WK in het Letse Riga en in december 2019 bereikte hij de eerste plaats op de wereldranglijst. In mei 2021 behaalde hij zilver in het onderdeel 'sprint' op de Europese kampioenschappen in het Zwitserse Neuchâtel. en op het WK in het Tsjechische Doksy van dat jaar werd hij vierde. Het jaar daarop behaalde hij brons op het WK in het Deense Trekantområdet. Op de Wereldspelen in het Amerikaanse Birmingham werd hij 12e in de sprint en 20e op de middellange afstand.
In 2023 behaalde hij brons op de wereldbeker-wedstrijd in het Tsjechische Česká Lípa en won hij de 'Euromeeting Sprint' in het Schotse Stirling.

## Persoonlijke records
Baan
| Onderdeel | Prestatie | Datum        | Plaats   |
| --------- | --------- | ------------ | -------- |
| 3000 m    | 7.59,42   | 24 juli 2015 | Dublin   |
| 5000 m    | 13.47,60  | 23 mei 2015  | Oordegem |
| 10.000 m  | 29.24,36  | 9 april 2016 | Maia     |

Weg
| Onderdeel      | Prestatie | Datum            | Plaats    |
| -------------- | --------- | ---------------- | --------- |
| 5 km           | 13.55     | 14 februari 2021 | Monaco    |
| 10 km          | 28.52     | 7 maart 2021     | Berlijn   |
| 10 Eng. mijl   | 48.25     | 23 april 2017    | Antwerpen |
| halve marathon | 1:03.39   | 16 februari 2020 | Barcelona |